# Evert Dudok
 (mars 2025).
Evert Dudok (né le 23 février 1959 à Venlo aux Pays-Bas) est depuis le 15 octobre 2012 le directeur général de l'activité Services au sein d'Airbus Defence & Space, filiale d'Airbus Group. Il a été président de EADS Astrium Space Transportation entre juin 2005 et le 11 juin 2007 puis directeur général d'EADS Astrium Satellite jusqu'au 15 octobre 2012. Auparavant il était à la tête de la division Observation et Science de la terre à EADS Astrium depuis mars 2002.
Il est l'actuel président d'Eurospace, l'Association des industriels européens de l'Espace.